# Данка Кирякова
Данка Георгиева Кирякова е българска драматична актриса.

## Биография
Родена е в Разград на 17 май 1906 г. Започва театралната си дейност през 1924 г. в пътуващия „Популярен театър“ на Георги Донев. Последователно е актриса във Варненски общински театър, „Родна сцена“ на Матей Икономов, пътуващия театър на Панталей Хранов, „Нов свят“ на Борис Денизов, Русенски общински театър, Драматичните театри в Битоля, Шумен, Силистра, Плевен и Сливен. Почива на 13 юли 1970 г. в Сливен.

## Роли
Данка Кирякова играе множество роли, по-значимите са:
- Г-жа Министершата – „Госпожа Министершата“ от Бранислав Нушич
- Злата – „Криворазбраната цивилизация“ от Добри Войников
- Малама – „Вампир“ от Антон Страшимиров
- Мариола – „Татул“ от Георги Караславов
- Фьокла Иванова – „Женитба“ от Николай Гогол
- Черната Мария – „Царска милост“ от Камен Зидаров[1]